# Chrístos Zalokóstas
Chrístos Zalokóstas (grec moderne : Χρήστος Ζαλοκώστας) est un athlète, un industriel, un homme politique et un auteur grec né à Athènes en 1896 et décédé dans cette même ville en 1975.

## Famille
Chrístos Zalokóstas est le fils du chimiste Pétros Zalokóstas (1855-1941) et le petit-fils du poète Geórgios Zalokóstas (el) (1805-1858).
Sa première épouse est Roxane Mános (1898-????), fille de Pétros Mános (1871-1918) et belle-sœur du roi Alexandre Ier de Grèce (1893-1920).
Sa seconde femme est la joueuse de tennis et résistante Élli Retsínas (el), apparentée aux députés Aléxandros (el) et Theódoros Retsínas (el).

## Biographie
Après des études à Athènes, Chrístos Zalokóstas sert dans l'armée grecque durant les guerres balkaniques et la Première Guerre mondiale. Une fois ces conflits terminés, il part étudier le génie chimique à Munich, en Allemagne. De retour en Grèce, il travaille dans l'industrie et intègre successivement les sociétés Kerameikos et Retsínas frères (el).
Parallèlement, Chrístos Zalokóstas s'implique activement dans le monde du sport. En 1935, il devient membre du Comité olympique hellénique. L'année suivante, il participe aux Jeux olympiques de Berlin et, en 1939, aux championnats du monde de tir de Lucerne.
Pendant la guerre italo-grecque, il reprend les armes avec le grade d'officier. Durant l'occupation allemande, il soutient la résistance avec sa seconde épouse, Élli Retsínas (el). La paix revenue, Chrístos Zalokóstas se lance en politique. En 1946, il est élu député de la première circonscription d'Athènes sous l'étiquette du Parti populaire et milite pour la restauration de Georges II à l'occasion du référendum de 1946. Cependant, il échoue à se faire réélire en 1956.
Entre 1953 et 1956, Chrístos Zalokóstas représente la Grèce au Conseil de l'Europe.

## Carrière politique
- 1946-1956 : député de la première circonscription d'Athènes (Parti populaire puis Nouveau Parti)[1].

## Participation à des compétitions internationales
- 1936 : Jeux olympiques d'été de Berlin (escrime) ;
- 1939 : Championnats du monde de tir de Lucerne.

## Publications
- Γύρω από την Ελλάδα-Ταξιδιωτικά (1935, 1950 et 1970) ;
- Το περιβόλι των Θεών (1944 et 1969) ;
- Ρούπελ (1944, 1965 et 1974) ;
- Πίνδος (1945 et 1969) ;
- Το χρονικό της σκλαβιάς (Ημερολόγιον Κατοχής) (1946, 1949 et 1967) ;
- Ο Βασιλέας Αλέξανδρος (1952) ;
- Ηλιόλουστη φτώχεια (1955) ;
- Μαρίνα (1956) ;
- Σωκράτης, ο προφήτης της αρχαιότητος (1962, 1966, 1971 et 1974) ;
- Κωνσταντίνος Παλαιολόγος (1965 et 1971) ;
- Ελλάς, η Κυρά της θάλασσας (1968) ;
- Μέγας Αλέξανδρος, ο πρόδρομος του Ιησού (1971) ;
- Ιουλιανός ο Παραβάτης (1974 et 2008).